# Roni Porokara
Roni Porokara est un footballeur international finlandais né le 12 décembre 1983 à Helsinki. Il évolue au poste d'attaquant.

## Carrière
- 2003-2004 :  FC Hämeenlinna
- jan. 2006-jan. 2008 :  FC Honka
- fév. 2008-Déc.2010 :  Örebro SK FK
- jan. 2011-2012 :  KFC Germinal Beerschot
- 2012-déc. 2012 :  Kiryat Shmona
- avr. 2013-sep. 2014 :  FC Honka
- sep. 2014-déc. 2014 :  HJK Helsinki[1]
- 2015-2016 :  FC Honka

## Sélection nationale
- 24 sélections et 5 buts avec l'équipe de Finlande de football entre 2006 et 2011.